# Poroderma pantherinum
Poroderma pantherinum é uma espécie de tubarão pertencente à família Scyliorhinidae, endêmica às águas costeiras da África do Sul. Abundante em locais com menos de 20 metros de profundidade, a espécie é bêntica, favorecendo recifes rochosos, florestas de algas e planícies arenosas. Crescendo para um comprimento de 84 centímetros, a espécie tem um corpo robusto com duas barbatanas dorsais colocadas bem para trás e uma cabeça e cauda curtas. É extremamente variável em cor e padrão, com indivíduos que variam de quase branco até preto e cobertos por diversos padrões de manchas, rosetas e/ou linhas. O padrão de cor muda com a idade e algumas formas parecem ser específicas ao local, sugerindo a presença de múltiplas populações locais distintas. No passado, algumas das formas de cores mais distintas foram descritas como espécies diferentes.
Principalmente de hábitos noturnos, após o anoitecer esse tubarão caça pequenos peixes ósseos bentônicos e invertebrados em águas rasas. Durante o dia, geralmente repousa dentro de cavernas e fendas, às vezes em grupos. Esta espécie foi documentada emboscando Loligo vulgaris reynaudi dentro de suas áreas de desova. A reprodução é ovípara e prossegue durante todo o ano. As fêmeas produzem duas cápsulas de ovo retangulares de cor clara, duas de cada vez, prendendo-as a estruturas no fundo do mar. Pequeno e inofensivo, a espécie se adapta bem ao cativeiro e é frequentemente exibida em aquários públicos. É capturado por pescadores comerciais e recreativos como captura acessória e muitas vezes morto como uma praga. A União Internacional para a Conservação da Natureza (UICN) listou esta espécie como pouco preocupante; seus números não parecem estar diminuindo, mas intensa atividade humana ocorre dentro de suas águas nativas. A natureza possivelmente fragmentada de sua distribuição também merece cautela para cada população local.

## Taxonomia

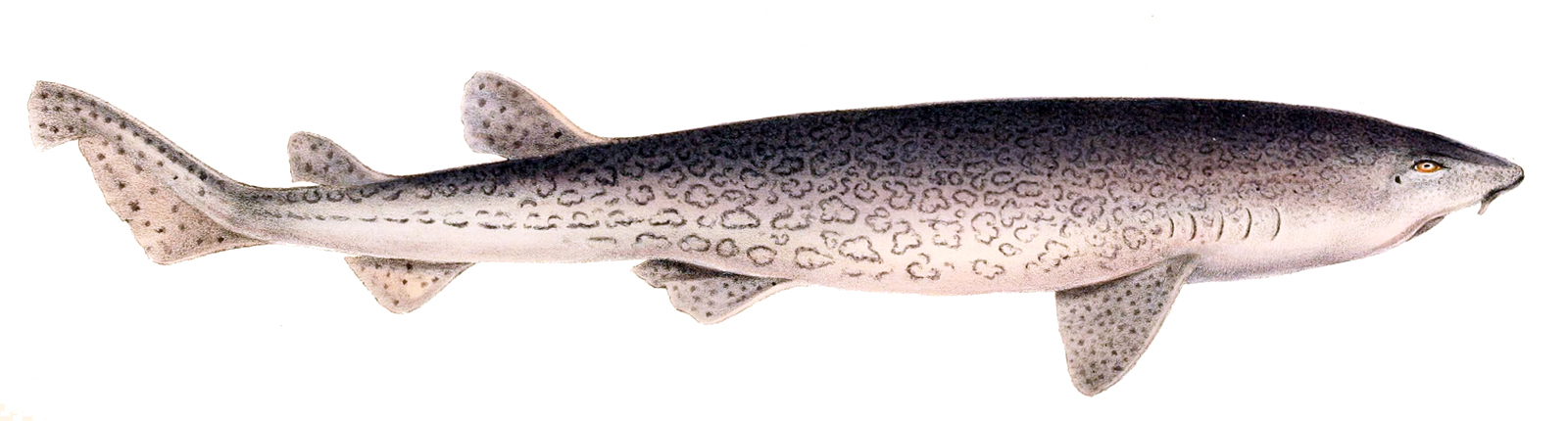
Vista de perfil de um indivíduo de Poroderma pantherinum

Por causa de seu padrão de cores altamente variável, o P. pantherinum é historicamente conhecido por vários nomes. Em uma edição de 1837 da Proceedings of the Zoological Society of London, o médico e zoólogo escocês Andrew Smith listou sem descrições o novo gênero Poroderma, contendo as espécies P. africanum, P. pantherinum, P. submaculatum e P. variegatum. Os biólogos alemães Johannes Peter Müller e Friedrich Gustav Jakob Henle atribuíram esses tubarões ao gênero Scyllium, e em seu Systematische Beschreibung der Plagiostomen de 1838-1841 forneceram descrições para S. pantherinum e S. variegatum, e listaram mais dois nomes sem descrição, S. leopardinum e S. maeandrinum. Em 1934, o zoólogo americano Henry Weed Fowler descreveu o P. marleyi, caracterizado por grandes manchas pretas.
Autores subsequentes reconheceram esses nomes como baseados em variantes de padrão do P. pantherinum; resolver a identidade de P. marleyi provou ser especialmente problemático e não foi confirmado como sinônimo desta espécie até 2003. O nome científico válido da espécie é considerado Poroderma pantherinum, atribuído a Müller e Henle, pois foram responsáveis pela descrição. O epíteto específico pantherinum refere-se ao padrão de pantera do espécime tipo, uma fêmea de 65 centímetros de comprimento coletada no Cabo da Boa Esperança.

## Distribuição e habitat
A espécie habita as águas costeiras temperadas e subtropicais da África do Sul, desde a Baía de Saldanha, a oeste, até a foz do rio Tugela, a leste. Existem registros antigos e quase certamente errôneos de Maurício e Madagascar. Dada a diversidade de padrões de cores dentro da espécie, seu alcance provavelmente está fragmentado em várias pequenas populações locais ao longo da costa sul-africana. De natureza bêntica, é mais comumente encontrado da zona entre-marés até uma profundidade de 20 metros, embora tenha sido relatado até uma profundeza de 256 metros na porção mais alta da margem continental. Esta espécie favorece recifes rochosos, florestas de algas e planícies arenosas próximo à praias.